# Giovanni Marco Rutini
Giovanni Marco Rutini (Florencia, 25 de abril de 1723-ibidem, 22 de diciembre de 1797) fue un compositor y clavicembalista italiano. 

## Biografía
Estudió en el Conservatorio della Pietà dei Turchini de Nápoles con Nicola Fago (clavicémbalo), Leonardo Leo (composición) y Vito Antonio Pagliarulo (violín). Fue profesor de clavicémbalo en Praga y ocupó diferentes puestos en Berlín, Dresde y San Petersburgo, donde fue profesor de clavicémbalo de la futura Catalina II. Volvió a Florencia en 1761 y se casó. 
Entre 1762 y 1777 compuso catorce óperas, entre las cuales destacan I matrimoni in maschera (1763) y, sobre todo, L'olandese in Italia (1765), que de 1765 a 1770 fue representada en los principales teatros italianos. Durante esos años Rutini continuó su labor de intérprete y maestro de clavicémbalo, instrumento para el que compuso hasta los últimos años de su vida. Hacia 1770 fue nombrado maestro de la capilla ducal de Módena. Fue miembro de la Academia Filarmónica de Bolonia y amigo del padre Martini.
Desde 1780 se dedicó también a las composiciones de música sacra. Entre 1748 y 1795 publicó diecinueve compilaciones de música instrumental, principalmente sonatas de dos o tres movimientos. Esta larga producción artística presenta una constante evolución de la forma de la sonata: desde el estilo galante llegó, en las obras más maduras, a la forma típica de la transición entre la música para clavicémbalo y el nuevo estilo pianístico que se desarrollaba en aquel periodo. Estos resultados son particularmente evidentes en las compilaciones Opus 7 (1770) y Opus 9 (1774).
Su obra comprende sobre todo numerosas sonatas para clavicémbalo —marcadas por el virtuosismo o, hacia el fin de su carrera, más fáciles y didácticas), óperas, cantatas y música religiosa.
Su hijo Ferdinando Rutini fue también compositor.

## Obras

### Óperas
- Alessandro nell'Indie (dramma per musica, libreto de Pietro Metastasio, 1750, Praga)
- Semiramide (dramma per musica, libreto de Pietro Metastasio, 1752, Praga)
- Il retiro degli dei (composizione drammatica, libreto de Giovanni Battista Locatelli, 1757, San Petersburgo)
- Il negligente (dramma giocoso, libreto de Carlo Goldoni, 1758, San Petersburgo)
- Il caffè di campagna (dramma giocoso, libreto de Pietro Chiari, 1762, Bolonia)
- I matrimoni in maschera (Gli sposi in maschera; Il tutore burlato) (dramma giocoso, libreto de F. Casorri, 1763, Cremona)
- Ezio (dramma per musica, libreto de Pietro Metastasio, 1763, Florencia)
- L'olandese in Italia (dramma giocoso, libreto de N. Tassoi, 1765, Florencia)
- L'amore industrioso (dramma giocoso, libreto de G. Casorri, 1765, Venecia)
- Il contadino incivilito (dramma giocoso, libreto de O. Goretti, 1766, Florencia)
- Le contese domestiche (Le contese deluse) (intermezzo, 1766, Florencia)
- L'amor tra l'armi (libreto de N. Tassi, 1768, Siena)
- Faloppa mercante (Gli sponsali di Faloppa) (farsa o intermezzo, 1769, Florencia)
- La Nitteti (dramma per musica, libreto de Pietro Metastasio, 1770, Módena)
- L'amor per rigiro (farsa, libreto de N. Tassi, 1773, Florencia)
- Vologeso re de' Parti (dramma per musica, libreto de Apostolo Zeno, 1775, Florencia)
- Sicotencal (dramma per musica, libreto de C. Olivieri, 1776, Turín)
- Il finto amante (farsa, 1776, Pistoia)

### Cantatas
- No, non turbati o Nice (1754)
- Lavinia a Turno (1756)
- Grazie a gl'ingenni tuoi (1758)
- Genii gloria virtù (1764)
- Clori amabile ti desti (1774)

### Oratorios
- Giobbe (1780)
- La liberazione d'Israele (1782)
- Giuseppe venduto (1783)

### Obras para teclado
- Concierto para clavicémbalo, violín y bajo continuo
- 6 sonatas para clavicémbalo op. 1 (1748)
- 6 sonatas para clavicémbalo op. 2 (1754-7)
- 6 sonatas para clavicémbalo op. 3 (1756-8)
- 6 sonatas para clavicémbalo op. 5 (1758-9)
- 6 sonatas para clavicémbalo op. 6 (1759-60)
- 6 sonatas para clavicémbalo op. 6bis (1762)
- 6 sonatas para clavicémbalo op. 7 (1770)
- 6 sonatas para clavicémbalo op. 8 (1774)
- 6 sonatas para clavicémbalo op. 9 (1774)
- 6 sonatas para clavicémbalo op. 10 (1776)
- 6 sonatas para clavicémbalo op. 11 (1778)
- 6 sonatas para clavicémbalo op. 12 (1780)
- 6 sonatas para clavicémbalo op. 13 (1782)
- 3 sonatas para clavicémbalo op. 14 (1786)
- 12 divertimentos fáciles y breves para clavicémbalo a 4 manos op. 18 (1793)
- Rondó para fortepiano solo (o con acompañamiento orquestal) op. 19 (1797)